# Прича о квасцу
Прича о квасцу је једна од најкраћих Исусових парабола, која говори о жени која меси тесто уз помоћ квасца.
Забележена је у канонским јеванђељима по Матеју и Луки, као и неканонском јеванђељу по Томи. У оба канонска јеванђеља непосредно следи причу о зрну горушице, са којом дели тематику раста небеског царства из малог зачетка.

## Прича

### По Матеју
Матејево јеванђеље преноси следеће Исусове речи:

### По Луки
Лукино јеванђеље преноси:

### По Томи
Томино јеванђеље преноси:

## Тумачења
Ова прича описује шта се деси када се дода квасац у велику количину брашна (око 8½ галона или 38 литара). Сићушни живи организми у квасцу расту преко ноћи, тако да је до јутра читава количина брашна знатно нарасла. Велика количина брашна у причи можда наговештава неку прославу, јер је количина произведеног хлеба довољна за стотињак људи. Ова прича чини пар са причом о о зрну горушице, са којом дели заједничко значење раста небеског царства из малих зачетака. Коначни исход је неизбежан једанпут када природан ток раста започне.
Иако квасац на неким местима у Новом завету има негативну симболику (нпр. Лука 12:1 ), то није случај у овој причи. Ипак, неколицина коментатора тумачи квасац као кварљиви утицај унутар Цркве.